# 王家楼回族乡
王家楼回族乡，是中华人民共和国河北省张家口怀来县下辖的一个乡镇级行政单位。

## 行政区划
王家楼回族乡下辖以下地区：
王家楼村、东庄子村、于庄子村、瓦房村、西坡村、金家口村、长安岭村、旧站堡村、杏林堡村、白土梁村、东洪站村、西洪站村、站家营村、晏家庄村、茨儿山村和麻峪口村。